# Ronnie Fields
Ronnie Fields (ur. 28 lutego 1977 w Chicago) – amerykański koszykarz, występujący na pozycji rzucającego obrońcy.
W latach 1991–1996 reprezentował barwy szkoły średniej Farragut Academy. W sezonie 1994/1995 występował w jednej drużynie z Kevinem Garnettem.
W 1996 został wybrany najlepszych zawodnikiem amerykańskich szkół średnich stanu Illinois (Illinois Mr. Basketball). Został też zaliczony do I składu All-American (przez Parade - 1994-1996, USA Today, McDonald's). Powołano go również do udziału w meczu gwiazd amerykańskich szkół średnich – McDonald’s All-American. Nie wystąpił w nim. W ostatniej klasie liceum notował średnio 32,4 punktu, 12,2 zbiórki, 5,1 asysty, 4,5 bloku, 4 przechwyty i 4,5 wsadu na mecz.
26 lutego 1996 brał udział w wypadku samochodowym. Doznał złamania trzech kręgów oraz podstawy czaszki. Jego rehabilitacja trwała wiele miesięcy. Nie poddał się jednak i po jej zakończeniu rozpoczął karierę zawodową. Nie wrócił jednak do wcześniejszej formy. Przed wypadkiem planował pójść na uczelnię DePaul.
W Stanach Zjednoczonych jest zaliczany (przez rozmaite serwisy, portale, dziennikarzy, pisarzy) do grona najlepszych koszykarzy, którzy nigdy nie wystąpili na parkietach NBA.

## Osiągnięcia
Drużynowe
- Mistrz USBL (2004)
- Wicemistrz:
  - Ligi Ameryki Południowej (2004)
  - ABA (2001)
  - CBA (2008)
  - USBL (2003)

Indywidualne
- Zaliczony do:
  - I składu:
    - CBA (2002, 2004)
    - defensywnego USBL (2002)
    - turnieju USBL (2003)

  - II składu CBA (2006)
- Zwycięzca konkursu wsadów CBA (1997)
- Uczestnik meczu gwiazd:
  - CBA (2003, 2004, 2006)
  - ligi wenezuelskiej (2005, 2007)[6][7]
- Lider[8]:
  - strzelców CBA (2003, 2004)
  - CBA w przechwytach (2003–2004, 2006, 2008)